# Dreiband-Weltmeisterschaft für Nationalmannschaften 2017

Aktuelles Logo UMB (ausrichtender Verband)

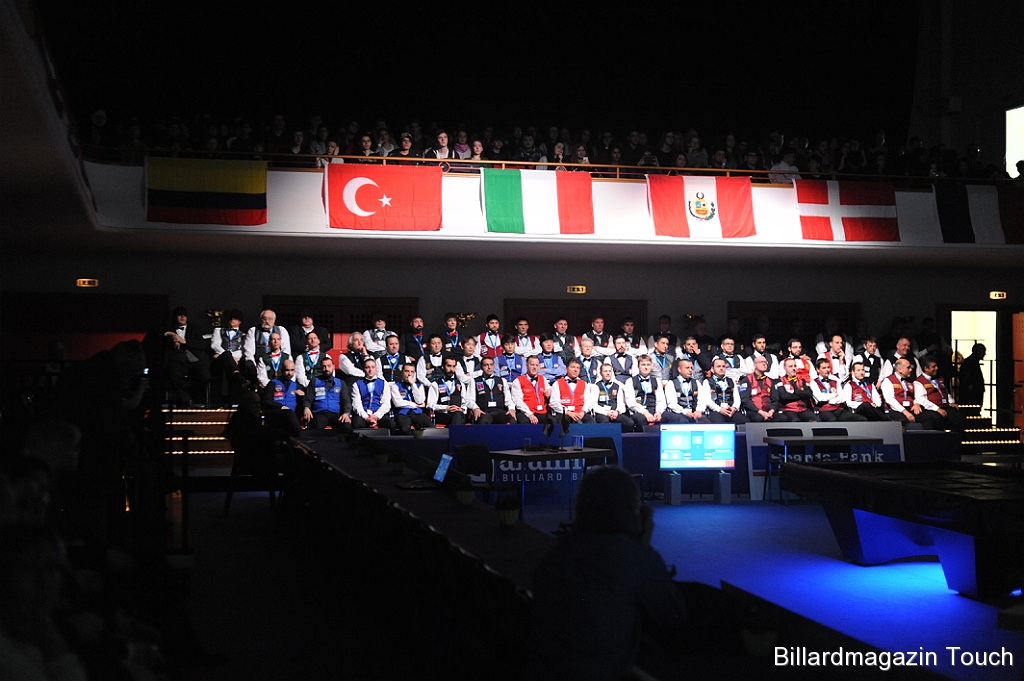
Eröffnungszeremonie mit allen Teilnehmern

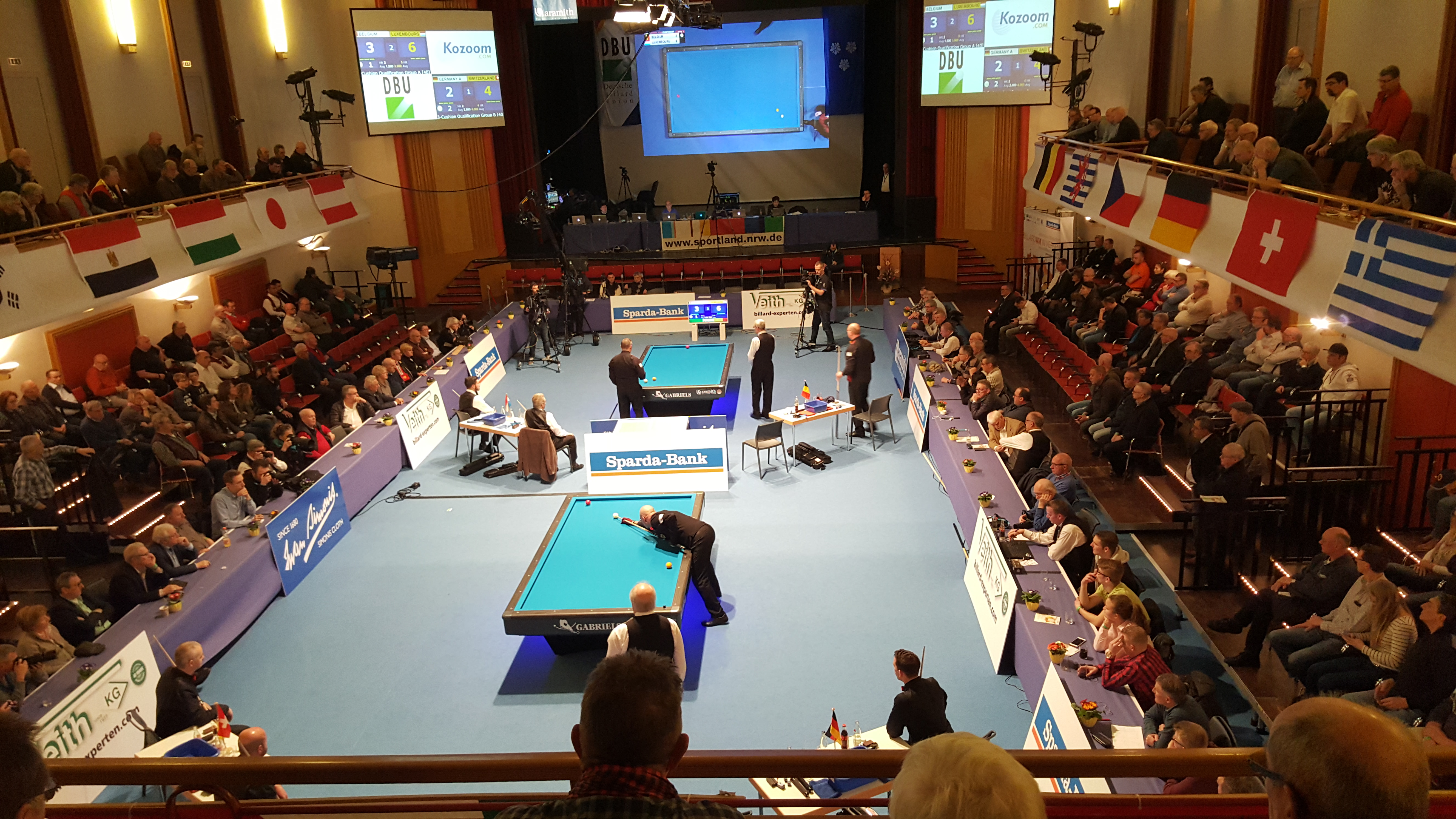
2. Spieltag

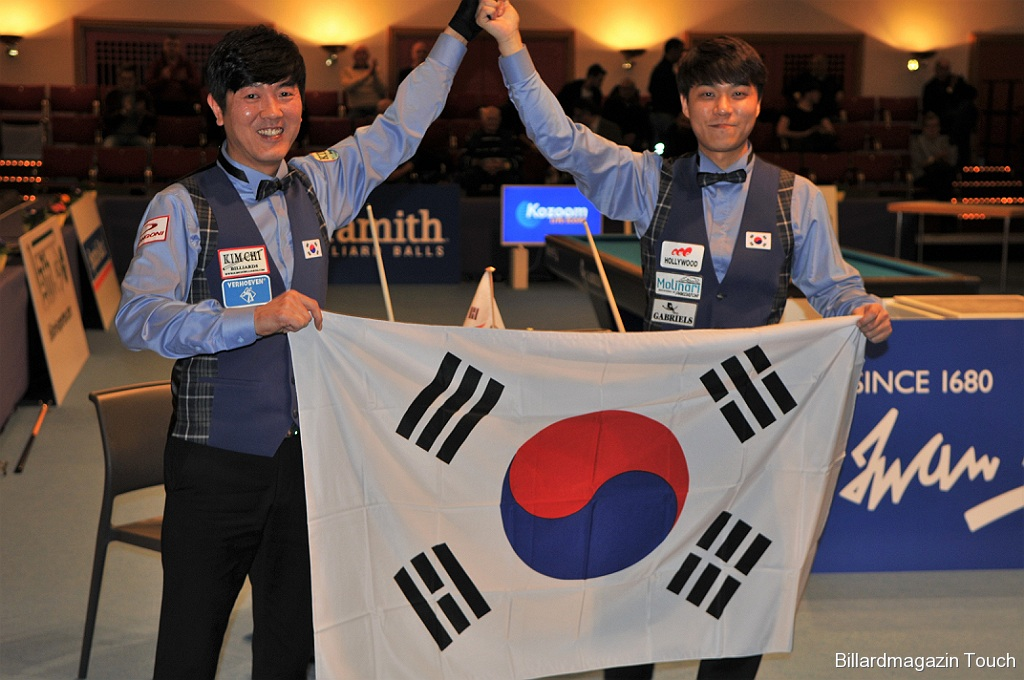
Die Sieger aus Südkorea Choi Sung-won und Kim Jae-guen

Die Dreiband-Weltmeisterschaft für Nationalmannschaften 2017 war die 31. Auflage dieses Turniers, das seit 1981 in der Regel jährlich in der Disziplin Dreiband der Billardvariante Karambolage ausgetragen wird. Sie fand vom 9. bis zum 12. März 2017 in Viersen statt. Viersen ist seit 1990 fester WM-Austragungsort.

## Spielmodus
Normalerweise wird das Turnier mit 24 Teams gespielt. Melden sich aber weniger Teams, werden B-Teams nach folgendem Vergabemodus zugelassen:
1. Titelträger (hier:  Niederlande)
2. Organisierende Nation (hier:  Deutschland)
3. Nächstfolgende Nation nach Weltrangliste (hier:  Belgien)

2016 wurde zur Entscheidungsfindung bei unentschiedenen Matches ein neues System eingeführt, das „Scotch Doubles“. Dieses Jahr wird nun erstmals die gesamte Weltmeisterschaft in dieser Form ausgerichtet. Das bedeutet, dass nicht mehr jeder Spieler der Teams eine Partie absolviert, sondern dass die Spieler einer Mannschaft zusammen am Billard agieren. Das anfangende Team beginnt mit dem weißen Ball von der Anfangsposition und kann frei wählen, wer den ersten Stoß ausführt. Nach jedem erfolgreichen Stoß ist der Partner an der Reihe. Es wird somit abwechselnd gespielt, pro Spieler immer nur ein Stoß, bis die Aufnahme beendet ist. Jetzt verfährt die gegnerische Mannschaft entsprechend. Jedes am stoßbefindliche Team bleibt zusammen am Billard und eine Beratung untereinander ist erlaubt unter Berücksichtigung des Zeitlimits. Es wird mit Nachstoß gespielt, wenn das beginnende Team zuerst das Ausspielziel von 40 Punkten erreicht hat. Sollte ab dem Viertelfinale ein Match unentschieden ausgehen, erfolgt ein Entscheidungssatz (ohne Nachstoß) bis 15 Punkte. Dadurch wurde auch die Anzahl der Tische von vier in den Vorjahren auf nur noch zwei Tische reduziert.

### Zeitregelung
Es gibt eine Zeitbeschränkung von 40 Sekunden pro Stoß. Das Zeitlimit wird optisch als Countdown mit Hilfe einer Zeituhr angezeigt. Zusätzlich erfolgt nach 30 Sekunden ein Warnsignal. Bei Überschreiten der Zeit ertönt ein Strafsignal und die gegnerische Mannschaft setzt die Partie mit aufgestellten Bällen gemäß der Anfangsposition fort. Jedes Team kann pro Match maximal drei Time-outs nehmen, womit pro Time-out zusätzlich weitere 40 Sekunden für den Stoß zur Verfügung stehen. Die Time-outs können jederzeit (auch direkt hintereinander für denselben Stoß) genommen werden. Ab dem Viertelfinale gelten die drei Time-outs für das Match und den eventuell notwendig werdenden Entscheidungssatz.

### Pausenregelung
Bei Erreichen der halben Partiedistanz (20 Punkte) erfolgt unmittelbar nach dem Ende der laufenden Aufnahme eine Pause von 5 Minuten.

## Teilnehmer
| Nation                  | Gruppe | Spieler 1                         | Spieler 2                    |
| ----------------------- | ------ | --------------------------------- | ---------------------------- |
| Ägypten                 | G      | Sameh Sidhom                      | Riad Nady                    |
| Argentinien             | E      | Fabian Oliveto                    | Guilermo Perez               |
| Belgien                 | A      | Frédéric Caudron                  | Roland Forthomme             |
| Deutschland A           | B      | Ronny Lindemann                   | Martin Horn                  |
| Dänemark                | E      | Tonny Carlsen                     | Allan Schroder               |
| Frankreich              | E      | Jérôme Barbeillon                 | Cédric Melnytschenko         |
| Griechenland            | B      | Nikos Polychronopoulos            | Konstantinos Kokkoris        |
| Italien                 | D      | Marco Zanetti                     | Fabrizio Cortese             |
| Japan                   | H      | Hideaki Kobayashi                 | Nobuyasu Sakai               |
| Jordanien Deutschland B | F      | Mashhour Abu Tayeh Dustin Jäschke | Naser Awwad Markus Schönhoff |
| Kolumbien               | C      | Robinson Morales                  | Henry Diaz                   |
| Südkorea                | G      | Choi Sung-won                     | Kim Jae-guen                 |
| Luxemburg               | A      | Brice Briere                      | Gérard Goedert               |
| Niederlande A           | C      | Dick Jaspers                      | Jean van Erp                 |
| Niederlande B           | H      | Raimond Burgman                   | Barry van Beers              |
| Österreich              | H      | Arnim Kahofer                     | Andreas Efler                |
| Peru                    | D      | Christopher Tevez                 | José Torreblanca             |
| Portugal                | C      | Manuel Rui Costa                  | João Ferreira                |
| Schweden                | F      | Torbjörn Blomdahl                 | Michael Nilsson              |
| Schweiz                 | B      | Cetin Behzat                      | Xavier Gretillat             |
| Spanien                 | F      | Javier Palazón                    | Rubén Legazpi                |
| Tschechien              | A      | Martin Bohac                      | Radek Novak                  |
| Türkei                  | D      | Can Çapak                         | Tayfun Taşdemir              |
| Ungarn                  | G      | Peter Varga                       | Tamas Szolnoki               |

### Aktuelles
Da die jordanischen Spieler kein rechtzeitiges Visum für die Einreise nach Deutschland bekamen mussten sie die Teilnahme an der WM absagen. Dadurch stellt Deutschland eine B-Mannschaft mit Dustin Jäschke und Markus Schönhoff.
Am Finaltag der WM verkündete der Präsident der UMB, Farouk el-Barki, an, dass ab 2018 das Turnier nur noch mit 16, statt der bisherigen 24, Teams ausgetragen wird. Es wird eine Vorrunde mit vier Gruppen zu je vier Spielern geben. Die jeweiligen zwei Gruppenbesten werden dann in die Finalrunde einziehen.

„Das wird die Qualität weiter erhöhen, aber wir werden auch eine restriktivere Einladungspolitik machen müssen.“

## Gruppenphase

### Ergebnisse

#### Gruppe A
| Platz | Nation     | Sp. | G-U-V | MP  | Pkte | Aufn | MGD   | BEMD  |
| ----- | ---------- | --- | ----- | --- | ---- | ---- | ----- | ----- |
| 1     | Belgien    | 2   | 2-0-0 | 4:0 | 80   | 53   | 1,509 | 1,739 |
| 2     | Tschechien | 2   | 1-0-1 | 2:2 | 77   | 48   | 1,604 | 1,600 |
| 3     | Luxemburg  | 2   | 0-0-2 | 0:4 | 34   | 55   | 0,618 | -     |

| Datum                | Nation 1   | MGD   | Pkte  | MGD   | Nation 2  |
| -------------------- | ---------- | ----- | ----- | ----- | --------- |
| 09. März 2017 18:00h | Tschechien | 1,600 | 40:16 | 0,640 | Luxemburg |
| 10. März 2017 16:00h | Belgien    | 1,333 | 40:18 | 0,600 | Luxemburg |
| 11. März 2017 13:30h | Tschechien | 1,608 | 37:40 | 1,739 | Belgien   |

#### Gruppe B
| Platz | Nation        | Sp. | G-U-V | MP  | Pkte | Aufn | MGD   | BEMD  |
| ----- | ------------- | --- | ----- | --- | ---- | ---- | ----- | ----- |
| 1     | Deutschland A | 2   | 2-0-0 | 4:0 | 80   | 53   | 1,509 | 1,739 |
| 2     | Tschechien    | 2   | 1-0-1 | 2:2 | 70   | 54   | 1,296 | 1,290 |
| 3     | Schweiz       | 2   | 0-0-2 | 0:4 | 46   | 61   | 0,754 | -     |

| Datum                | Nation 1      | MGD   | Pkte  | MGD   | Nation 2      |
| -------------------- | ------------- | ----- | ----- | ----- | ------------- |
| 09. März 2017 18:00h | Griechenland  | 1,290 | 40:25 | 0,806 | Schweiz       |
| 10. März 2017 16:00h | Deutschland A | 1,333 | 40:30 | 0,700 | Schweiz       |
| 11. März 2017 13:30h | Griechenland  | 1,304 | 30:40 | 1,739 | Deutschland A |

#### Gruppe C
| Platz | Nation        | Sp. | G-U-V | MP  | Pkte | Aufn | MGD   | BEMD  |
| ----- | ------------- | --- | ----- | --- | ---- | ---- | ----- | ----- |
| 1     | Deutschland A | 2   | 2-0-0 | 4:0 | 80   | 39   | 2,051 | 2,666 |
| 2     | Kolumbien     | 2   | 1-0-1 | 2:2 | 63   | 37   | 1,702 | 1,818 |
| 3     | Portugal      | 2   | 0-0-2 | 0:4 | 45   | 46   | 0,978 | -     |

| Datum                | Nation 1      | MGD   | Pkte  | MGD   | Nation 2  |
| -------------------- | ------------- | ----- | ----- | ----- | --------- |
| 09. März 2017 16:00h | Kolumbien     | 1,818 | 40:15 | 0,681 | Portugal  |
| 10. März 2017 14:00h | Niederlande A | 1,666 | 40:30 | 1,250 | Portugal  |
| 11. März 2017 11:00h | Niederlande A | 2,666 | 40:23 | 1,533 | Kolumbien |

#### Gruppe D
| Platz | Nation  | Sp. | G-U-V | MP  | Pkte | Aufn | MGD   | BEMD  |
| ----- | ------- | --- | ----- | --- | ---- | ---- | ----- | ----- |
| 1     | Türkei  | 2   | 2-0-0 | 4:0 | 80   | 46   | 1,739 | 1,904 |
| 2     | Italien | 2   | 1-0-1 | 2:2 | 57   | 61   | 0,934 | 1,000 |
| 3     | Peru    | 2   | 0-0-2 | 0:4 | 70   | 65   | 1,076 | -     |

| Datum                | Nation 1 | MGD   | Pkte  | MGD   | Nation 2 |
| -------------------- | -------- | ----- | ----- | ----- | -------- |
| 09. März 2017 16:00h | Italien  | 1,000 | 40:39 | 0,975 | Peru     |
| 10. März 2017 14:00h | Peru     | 1,240 | 31:40 | 1,600 | Türkei   |
| 11. März 2017 11:00h | Türkei   | 1,904 | 40:17 | 0,809 | Italien  |

#### Gruppe E
| Platz | Nation      | Sp. | G-U-V | MP  | Pkte | Aufn | MGD   | BEMD  |
| ----- | ----------- | --- | ----- | --- | ---- | ---- | ----- | ----- |
| 1     | Frankreich  | 2   | 2-0-0 | 4:0 | 80   | 67   | 1,194 | 1,538 |
| 2     | Dänemark    | 2   | 1-0-1 | 2:2 | 79   | 75   | 1,053 | 1,176 |
| 3     | Argentinien | 2   | 0-0-2 | 0:4 | 41   | 60   | 0,683 | -     |

| Datum                | Nation 1   | MGD   | Pkte  | MGD   | Nation 2    |
| -------------------- | ---------- | ----- | ----- | ----- | ----------- |
| 09. März 2017 14:00h | Frankreich | 1,538 | 40:18 | 0,692 | Argentinien |
| 10. März 2017 11:00h | Dänemark   | 1,176 | 40:23 | 0,676 | Argentinien |
| 10. März 2017 20:00h | Dänemark   | 0,951 | 39:40 | 0,975 | Frankreich  |

#### Gruppe F
| Platz | Nation        | Sp. | G-U-V | MP  | Pkte | Aufn | MGD   | BEMD  |
| ----- | ------------- | --- | ----- | --- | ---- | ---- | ----- | ----- |
| 1     | Schweden      | 2   | 2-0-0 | 4:0 | 80   | 48   | 1,666 | 2,352 |
| 2     | Spanien       | 2   | 1-0-1 | 2:2 | 59   | 48   | 1,229 | 1,290 |
| 3     | Deutschland B | 2   | 0-0-2 | 0:4 | 53   | 62   | 0,854 | -     |

| Datum                | Nation 1      | MGD   | Pkte  | MGD   | Nation 2      |
| -------------------- | ------------- | ----- | ----- | ----- | ------------- |
| 09. März 2017 14:00h | Schweden      | 1,290 | 40:30 | 0,967 | Deutschland B |
| 10. März 2017 11:00h | Deutschland B | 0,751 | 23:40 | 1,290 | Spanien       |
| 10. März 2017 20:00h | Spanien       | 1,117 | 19:40 | 2,352 | Schweden      |

#### Gruppe G
| Platz | Nation   | Sp. | G-U-V | MP  | Pkte | Aufn | MGD   | BEMD  |
| ----- | -------- | --- | ----- | --- | ---- | ---- | ----- | ----- |
| 1     | Südkorea | 2   | 1-1-0 | 3:1 | 80   | 54   | 1,481 | 1,600 |
| 2     | Ägypten  | 2   | 1-1-0 | 3:1 | 80   | 61   | 1,311 | 1,379 |
| 3     | Ungarn   | 2   | 0-0-2 | 0:4 | 31   | 57   | 0,543 | -     |

| Datum                | Nation 1 | MGD   | Pkte  | MGD   | Nation 2 |
| -------------------- | -------- | ----- | ----- | ----- | -------- |
| 09. März 2017 12:00h | Ägypten  | 1,250 | 40:19 | 0,593 | Ungarn   |
| 09. März 2017 20:00h | Ungarn   | 0,480 | 12:40 | 1,600 | Südkorea |
| 10. März 2017 18:00h | Ägypten  | 1,379 | 40:40 | 1,379 | Südkorea |

#### Gruppe H
| Platz | Nation        | Sp. | G-U-V | MP  | Pkte | Aufn | MGD   | BEMD  |
| ----- | ------------- | --- | ----- | --- | ---- | ---- | ----- | ----- |
| 1     | Niederlande B | 2   | 2-0-0 | 4:0 | 80   | 67   | 1,194 | 1,379 |
| 2     | Japan         | 2   | 1-0-1 | 2:2 | 71   | 60   | 1,183 | 1,290 |
| 3     | Österreich    | 2   | 0-0-2 | 0:4 | 72   | 69   | 1,043 | -     |

| Datum                | Nation 1      | MGD   | Pkte  | MGD   | Nation 2      |
| -------------------- | ------------- | ----- | ----- | ----- | ------------- |
| 09. März 2017 12:00h | Österreich    | 1,026 | 39:40 | 1,052 | Niederlande B |
| 09. März 2017 20:00h | Japan         | 1,290 | 40:33 | 1,064 | Österreich    |
| 10. März 2017 18:00h | Niederlande B | 1,379 | 40:31 | 1,068 | Japan         |

## Finalrunde

### Ergebnisse
|  | Viertelfinale (11. März 2017) | Viertelfinale (11. März 2017) |          |          | Halbfinale (12. März 2017) | Halbfinale (12. März 2017) |  |  | Finale (12. März 2017) | Finale (12. März 2017) |
|  |                               |                               |          |          |                            |                            |  |  |                        |                        |
|  | Deutschland A                 | 34/2,000                      |          |          |                            |                            |  |  |                        |                        |
|  | Belgien                       | 40/2,352                      |          |          |                            |                            |  |  |                        |                        |
|  | Belgien                       | 40/2,352                      | Belgien  | 40/2,000 |                            |                            |  |  |                        |                        |
|  |                               |                               | Belgien  | 40/2,000 |                            |                            |  |  |                        |                        |
|  |                               | Niederlande A                 | 30/1,500 |          |                            |                            |  |  |                        |                        |
|  | Niederlande A                 | Niederlande A                 | 30/1,500 | 40/2,105 |                            |                            |  |  |                        |                        |
|  | Niederlande A                 |                               |          | 40/2,105 |                            |                            |  |  |                        |                        |
|  | Niederlande B                 | 29/1,526                      |          |          |                            |                            |  |  |                        |                        |
|  |                               |                               | Belgien  | 34/1,416 |                            |                            |  |  |                        |                        |
|  |                               | Südkorea                      | 40/1,666 |          |                            |                            |  |  |                        |                        |
|  | Türkei                        | 24/0,888                      |          |          |                            |                            |  |  |                        |                        |
|  | Südkorea                      | 40/1,481                      |          |          |                            |                            |  |  |                        |                        |
|  | Südkorea                      | 40/1,481                      | Südkorea | 40/1,481 |                            |                            |  |  |                        |                        |
|  |                               |                               | Südkorea | 40/1,481 |                            |                            |  |  |                        |                        |
|  |                               | Frankreich                    | 30/1,111 |          |                            |                            |  |  |                        |                        |
|  | Frankreich                    | Frankreich                    | 30/1,111 | 40/1,600 |                            |                            |  |  |                        |                        |
|  | Frankreich                    |                               |          | 40/1,600 |                            |                            |  |  |                        |                        |
|  | Schweden                      | 35/1,400                      |          |          |                            |                            |  |  |                        |                        |

## Abschlusstabelle
| MP    | Match Punkte (Sieger = 2; Unentschieden = 1; Verlierer = 0) |
| SV    | Satzverhältnis (nur bei Turnieren im Satzsystem)            |
| Pkte. | Erzielte Karambolagen                                       |
| Aufn. | benötigte Aufnahmen                                         |
| GD    | Generaldurchschnitt                                         |
| MGD   | Mannschafts-Generaldurchschnitt                             |
| BED   | Bester Einzeldurchschnitt eines Spielers                    |
| BEMD  | Bester Einzeldurchschnitt einer Mannschaft                  |
| BSD   | Bester Satzdurchschnitt eines Spielers                      |
| HS    | Höchstserie                                                 |
| WRP   | Weltranglistenpunkte                                        |

| Abschlusstabelle | Abschlusstabelle | Abschlusstabelle | Abschlusstabelle | Abschlusstabelle | Abschlusstabelle | Abschlusstabelle | Abschlusstabelle | Abschlusstabelle | Abschlusstabelle | Abschlusstabelle |
| Phase            | Platz            | Nation           | Sp               | G-U-V            | MP               | Pkt.             | Aufn.            | MGD              | BEMD             | HS               |
| ---------------- | ---------------- | ---------------- | ---------------- | ---------------- | ---------------- | ---------------- | ---------------- | ---------------- | ---------------- | ---------------- |
| Finale           | 1                | Südkorea         | 5                | 4-1-0            | 9:1              | 200              | 132              | 1,515            | 1,666            | 9                |
| Finale           | 2                | Belgien          | 5                | 4-0-1            | 8:2              | 194              | 114              | 1,701            | 2,352            | 20               |
| Halb- finale     | 3                | Niederlande A    | 4                | 3-0-1            | 6:2              | 150              | 78               | 1,923            | 2,666            | 10               |
| Halb- finale     | 3                | Frankreich       | 4                | 3-0-1            | 6:2              | 150              | 119              | 1,260            | 1,600            | 14               |
| Viertel- finale  | 5                | Deutschland A    | 3                | 2-0-1            | 4:2              | 114              | 70               | 1,628            | 1,739            | 13               |
| Viertel- finale  | 6                | Schweden         | 3                | 2-0-1            | 4:2              | 115              | 73               | 1,575            | 2,352            | 9                |
| Viertel- finale  | 7                | Türkei           | 3                | 2-0-1            | 4:2              | 104              | 73               | 1,424            | 1,904            | 9                |
| Viertel- finale  | 8                | Niederlande B    | 3                | 2-0-1            | 4:2              | 109              | 86               | 1,267            | 1,379            | 6                |
| Gruppen- phase   | 9                | Ägypten          | 2                | 1-1-0            | 3:1              | 80               | 61               | 1,311            | 1,379            | 6                |
| Gruppen- phase   | 10               | Kolumbien        | 2                | 1-0-1            | 2:2              | 63               | 37               | 1,702            | 1,818            | 8                |
| Gruppen- phase   | 11               | Tschechien       | 2                | 1-0-1            | 2:2              | 77               | 48               | 1,604            | 1,600            | 7                |
| Gruppen- phase   | 12               | Griechenland     | 2                | 1-0-1            | 2:2              | 70               | 54               | 1,296            | 1,290            | 9                |
| Gruppen- phase   | 13               | Spanien          | 2                | 1-0-1            | 2:2              | 59               | 48               | 1,229            | 1,290            | 12               |
| Gruppen- phase   | 14               | Japan            | 2                | 1-0-1            | 2:2              | 71               | 60               | 1,183            | 1,290            | 7                |
| Gruppen- phase   | 15               | Dänemark         | 2                | 1-0-1            | 2:2              | 79               | 75               | 1,053            | 1,176            | 8                |
| Gruppen- phase   | 16               | Italien          | 2                | 1-0-1            | 2:2              | 57               | 61               | 0,934            | 1,000            | 7                |
| Gruppen- phase   | 17               | Peru             | 2                | 0-0-2            | 0:4              | 70               | 65               | 1,076            | ---              | 6                |
| Gruppen- phase   | 18               | Österreich       | 2                | 0-0-2            | 0:4              | 72               | 69               | 1,043            | ---              | 4                |
| Gruppen- phase   | 19               | Portugal         | 2                | 0-0-2            | 0:4              | 45               | 46               | 0,978            | ---              | 4                |
| Gruppen- phase   | 20               | Deutschland B    | 2                | 0-0-2            | 0:4              | 53               | 62               | 0,854            | ---              | 7                |
| Gruppen- phase   | 21               | Schweiz          | 2                | 0-0-2            | 0:4              | 46               | 61               | 0,754            | ---              | 6                |
| Gruppen- phase   | 22               | Argentinien      | 2                | 0-0-2            | 0:4              | 41               | 60               | 0,683            | ---              | 6                |
| Gruppen- phase   | 23               | Luxemburg        | 2                | 0-0-2            | 0:4              | 34               | 55               | 0,618            | ---              | 4                |
| Gruppen- phase   | 24               | Ungarn           | 2                | 0-0-2            | 0:4              | 31               | 57               | 0,543            | ---              | 4                |